# Turany
Turany (před rokem 1907 Turán, maďarsky Busóc) jsou město na Slovensku v okrese Martin. Leží jedenáct kilometrů východně od okresního města Martin na pravém břehu řeky Váh. Žije v nich přibližně 4 100 obyvatel. Město má rozlohu katastrálního území 46,75 km². 

## Historie
Turany patří k nejstarším městům regionu. První písemná zmínka o Turanech pochází z roku 1319. Po první světové válce byly Turany zbaveny statusu města. Status města Turany získaly zpět dne 1. ledna 2016.

## Přírodní poměry
Do správního území města zasahuje část národního parku Malá Fatra. Leží v něm také přírodní rezervace Goľove mláky, Hrabinka a část národní přírodní rezervace Chleb.

## Pamětihodnosti
V centru města stojí kulturní památka Slovenské republiky – gotický římskokatolický kostel svatého Havla z první poloviny 14. století a funkcionalistický evangelický kostel z roku 1933.